# Kyrykiwka
Kyrykiwka (ukr. Кириківка) – osiedle typu miejskiego na Ukrainie, w obwodzie sumskim, w rejonie ochtyrskim, siedziba hromady. W 2001 liczyło 3356 mieszkańców, wśród których 3124 wskazało jako ojczysty język ukraiński, 218 rosyjski, 1 mołdawski, 3 rumuński, 7 białoruski, 1 ormiański, 1 inny, a 1 osoba się nie zadeklarowała.